# Kubaeule
Die Kubaeule (Margarobyas lawrencii, Syn.: Gymnoglaux lawrencii) ist eine Eulenart aus der Familie der Eigentlichen Eulen (Strigidae).

## Merkmale
Die kleine, rundköpfige Eule hat eine Länge von 20 bis 23 Zentimetern und ein Gewicht von etwa 80 Gramm. Das Gefieder ist oben braun mit schwärzlichen Flecken auf Scheitel und Hinterhals. Der Mantel ist weiß gefleckt, die Armschwingen schmal weiß gebändert. Die Unterseite ist cremeweiß mit mattgelbem Überzug und mit dunklen, tropfenförmigen Schaftstrichen versehen, Hals und Kehle verwaschen beigebraun. Die Augenbrauen sind auffällig weiß, die Augen braun, Schnabel und Wachshaut gräulich gelb. Die langen Beine sowie die Zehen sind unbefiedert und gelblich braun, die Krallen hornfarben mit dunkler Spitze.

## Lebensweise
Als Lebensraum dienen dichte Wälder, aber auch Plantagen und halboffene Kalkgebiete mit Höhlen und Felsspalten. Die Kubaeule lebt vorwiegend von Insekten und anderen Arthropoden, aber auch von Fröschen, Schlangen, Reptilien und manchmal kleinen Vögeln. Die Stimme ist ein weiches, schneller werdendes cu-cu-cu-cuencuk, das zum Ende hin etwas in der Tonhöhe ansteigt.

## Verbreitung
Sie lebt auf Kuba und der Isla de la Juventud.